# Sociedad de valores
Sociedad de valores es un término del derecho económico español que designa un tipo de empresa de servicios de inversión (intermediario financiero) autorizada por el Ministerio de Economía, cuyas principales funciones son:
- Intermediación de productos financieros.
- Gestión de carteras de activos financieros.
- Asesoramiento financiero.

Estas sociedades pueden operar en Bolsa tanto por cuenta propia como por cuenta ajena.
Las Sociedades de Valores deben estar inscritas en los correspondientes registros de la Comisión Nacional del Mercado de Valores, tras su constitución e inscripción en el Registro Mercantil y deberá comunicarle a ésta, cada suscripción y transmisión de las acciones integrantes de su capital de que tenga conocimiento.
Las Sociedades de Valores podrán ser miembros de una o varias de las Bolsas de Valores y deberán incluir en su denominación social Sociedad de Valores y Bolsa. Deben ser sociedades anónimas y las acciones integrantes de su capital social deben tener carácter nominativo.
La creciente competitividad en el sector financiero ha llevado a las Sociedades de Valores a adoptar una gestión cada vez más sofisticada con el objetivo de mantener el ritmo de rentabilidad y creación de dividendos para los accionistas que operan con ellos.
- Datos: Q6131063